# ヒメラの戦い
ヒメラの戦い（ヒメラのたたかい、英：Battle of Himera）は、紀元前480年にシケリア島のヒメラ（現在のテルミニ・イメレーゼの東12キロメートル）にて勃発したシュラクサイ軍とカルタゴ軍の戦いである。一連のシケリア戦争のうち、第一次シケリア戦争と区別される。東の大国ペルシア帝国を撃破したペルシア戦争と同時期の戦争（ヘロドトスによれば、サラミスの海戦と同日）であり、ギリシアはこの戦いを通して西側でも異国の大軍に勝利したことになる。イメラの戦いとも呼ばれる。

## 背景
当時、シチリア島には多くのギリシア人が植民地を設けており、繁栄していた。その内の一つであるアクラガスで全てが始まった。紀元前483年頃にアクラガスの僭主テロンが、ヒメラの僭主テリルスを追放し、代わりに自らの息子であるトラシダイオスを支配者に据えたのだ。追放されたテリルスは娘婿である南イタリアのアナクシラスを頼った。アナクシラスは賓客関係にあるカルタゴのハミルカル1世に救援を要請し、ハミルカルはそれを受けて30万にも及ぶとされる大軍勢を200隻以上の軍船と3000隻以上の輸送船で以てヒメラへと進軍させた。この大軍は、カルタゴ人のみならず、リビュア人、イベリア人、リグリア人、エリシュコイ人、サルディニア人、キュルノス人たちで構成された連合軍であり、同時期にギリシアを攻め込んでいたペルシア帝国の援助も受けていた。
30万のカルタゴ連合軍の報せを受けたテロンは、到底アクラガスの軍力では対抗できないと悟り、互いの地位強化のために手を組んでいたシュラクサイの僭主ゲロンに救援を要請した。ゲロンは5万の重装歩兵と5000の騎兵を用意し、カルタゴ連合軍と対峙することに決めた。

## 戦いの経過
カルタゴ連合軍は海上での進軍中に嵐に見舞われ、騎兵の大半が失われるという大損害を被った。それでも尚進軍はやめず、ヒメラ近郊に辿り着くと深い堀と木の柵で陣地を築き、近くの都市に攻め入って略奪を繰り返した。また、騎兵の損失を埋めるため、ハミルカルは現地で騎兵の募集を開始した。
ゲロンはハミルカルが騎兵を募集していることを知り、一計を案じた。募兵に乗じて、自らの騎兵を敵軍に潜入させることにしたのである。その騎兵は、カルタゴ連合軍の軍船に火を付け、ハミルカルを暗殺するように命じられていた。
ゲロンの騎兵たちは無事、徴募兵の集結地に紛れ込むことに成功した。これを受けてゲロンはカルタゴ連合軍の拠点に向けて進軍を開始した。カルタゴ連合軍も隊列を固め、圧倒的な大軍勢がシュラクサイ軍に立ちはだかった。
潜入した騎兵は命令通り、日の出と共に軍船に火を付け、ハミルカルを暗殺した。この時、ハミルカルはポセイドン神殿で供物を捧げている最中であったという。突然拠点から火の手が上がったカルタゴ連合軍は浮き足立ち、総司令官ハミルカルが死んだという報せが届いて動揺の色が広まった。その直後にゲロンはシュラクサイ軍に突撃を命じ、一気に攻め入った。戦意喪失していたカルタゴ連合軍は総崩れとなり、シュラクサイ軍は「捕虜を取らない」という方針であったため、一方的な大虐殺となった。30万のカルタゴ連合軍は、半分の15万名以上の大損失を被り、この戦いはシュラクサイの圧勝となった。残りの15万名は捕らえられたという説や、無事逃げ切ったという説がある。

## 戦いの影響
カルタゴ連合軍の大敗と大損失は、カルタゴ本土に大きな影響を与えた。これによってカルタゴの国力は大きく弱体化し、当時権勢を誇っていたカルタゴの貴族政は一気に失墜することとなった。そして、力を付けていた共和政が台頭し、貴族政を打倒する契機となったのである。